# FFADO
FFADO（Free Fireware Audio Drivers）是一项开源的声卡驱动程序项目，前身是FreeBOB，旨在解决在Linux操作系统中没有火线（IEEE 1394）接口专业声卡的驱动问题。
由于多数声卡生产厂商并不开发Linux版本的驱动程序，使得FFADO成为Linux下驱动火线声卡的唯一方案。而随着FFADO的开发，不少声卡生产厂商提供产品以资助开发。